# Jake Paul
Jake Joseph Paul (Cleveland, Ohio, 1997. január 17. –) amerikai ökölvívó, youtuber, színész legismertebb alakítása Dirk Mann 2016 és 2018 között a Bizaardvark című sorozatban.

## Fiatalkora
Jake Paul 1997. január 17-én született Clevelandben. Testvérével  Logan Paullal Westlake-ben nevelkedett. Édesanyja Pamela Ann Stepnick, édesapja Gregory Allan Paul ingatlanügynök. A karrierje 2013 szeptemberében kezdődött, amikor feltöltött egy videót a Vinera. Amikor a Vine megszűnt, 5,3 millió követője volt és 2 milliárd megtekintéssel rendelkezett.

## Pályafutása

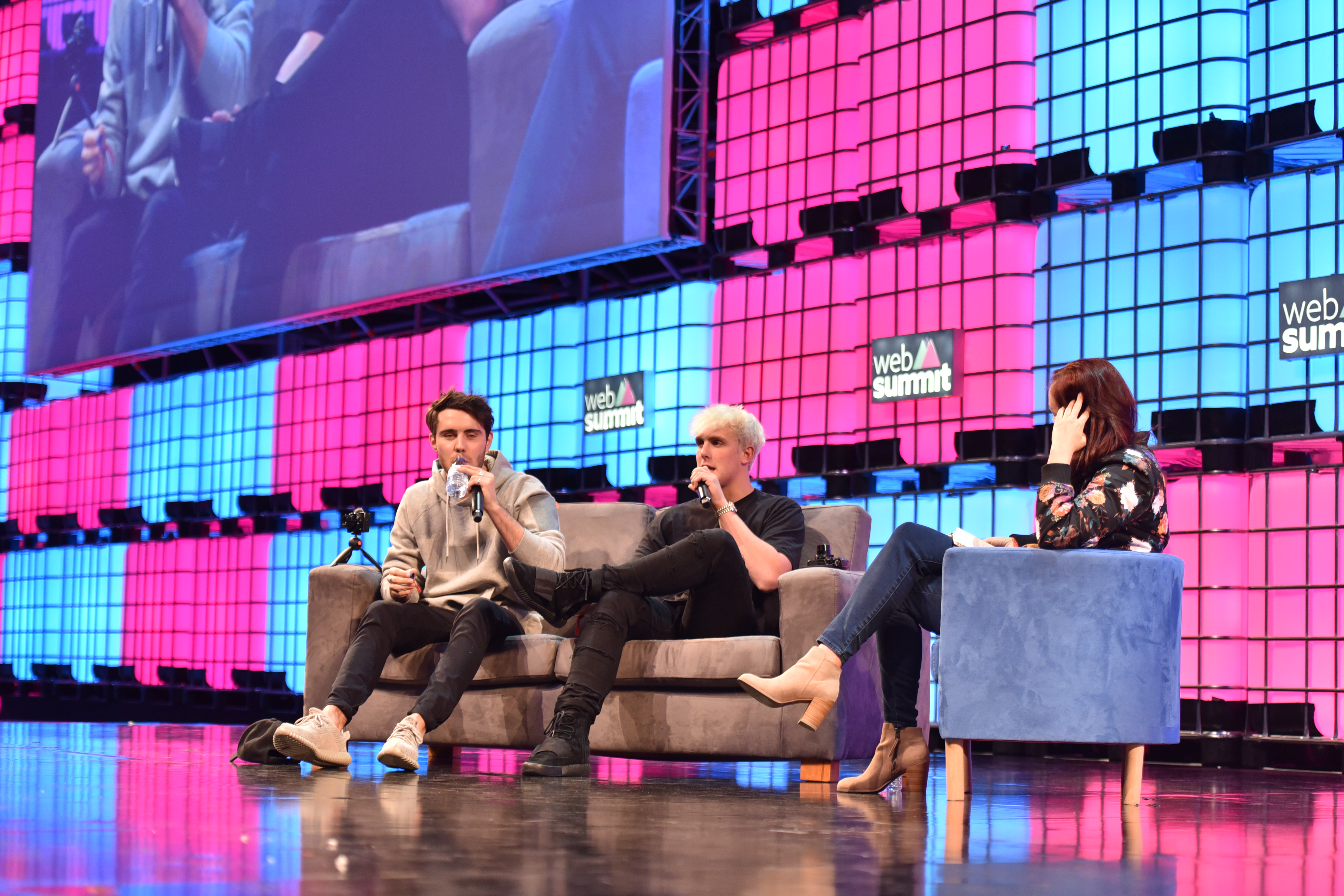
Jake Paul a Web Summiton 2016-ban

2014. május 15-én feltölte első videóját a YouTube-ra "Jake Paul Daily Vlogs" címmel. 2017. január 17-én bejelentette, hogy együttműködik Team 10 néven. A befektetők között szerepel a Danhua Capital, a Horizons Alpha, a Vayner Capital, a Sound Ventures & A-Grade Investments és Adam Zeplain.

## Vitái
2015 végén jelentették be, hogy Jake Paul szerepelni fog a Disney Channel Bizaardvark című sorozatában. 2017. július 22-én, a Bizaardvark második évadának forgatásának közepén a Disney Channel bejelentette, hogy közös megállapodás után Paul otthagyja a sorozatot. Paul később megerősítette a hírt Twitter oldalán és mondta, hogy inkább a YouTube karrierjére koncentrál.

## Magánélete
Paul angol, ír, skót, walesi, zsidó és német származású.
2016 novemberében megismerkedett az amerikai YouTuber sztárral Alissa Violettel, de 2017 februárjában szakítottak. 2018 áprilisában megismerkedett Erika Costell amerikai modellel. Ugyanezen év novemberében szakítottak. Ezután 2019 áprilisában kezdett el randevúzni az amerikai YouTuberrel, Tana Mongeau-val, majd 2020 januárjában szakítottak. 2020 januárban megismerkedett Julia Rose amerikai modellel.

## Filmográfia

### Filmek
| Év   | Magyar cím | Eredeti cím   | Szerep | Magyar hang |
| ---- | ---------- | ------------- | ------ | ----------- |
| 2019 |            | Airplane Mode | önmaga |             |
| 2016 |            | Mono          | Dugan  |             |
| 2016 |            | Dance Camp    | Lance  |             |

### Televíziós szerepek
| Év        | Magyar cím  | Eredeti cím        | Szerep    | Megjegyzések                           |
| --------- | ----------- | ------------------ | --------- | -------------------------------------- |
| 2017      |             | The Price Is Right | önmaga    |                                        |
| 2016      |             | Walk the Prank     | önmaga    |                                        |
| 2016      |             | The Monroes        | Conrad    |                                        |
| 2016–2018 | Bizaardvark | Bizaardvark        | Dirk Mann | főszereplő magyar hangja Baráth István |

## Profi ökölvívói teljesítményei
| Eredmény | Teljesítmény | Ellenfél       | Típus | Menetek     | Dátum               | Helyszín                                            |
| -------- | ------------ | -------------- | ----- | ----------- | ------------------- | --------------------------------------------------- |
| Győztes  | 11–1         | Mike Tyson     | PONT  | 8           | 2024. november 15.  | AT&T Stadion, Arlington, Texas                      |
| Győztes  | 10–1         | Mike Perry     | TKO   | 6 (8), 1:12 | 2024. július 20.    | Amalie Arena, Tampa, Florida                        |
| Győztes  | 9–1          | Ryan Bourland  | TKO   | 1 (8), 2:37 | 2024. március 2.    | José Miguel Agrelot Coliseum, San Juan, Puerto Rico |
| Győztes  | 8–1          | Andre August   | KO    | 1 (8), 2:32 | 2023. december 15.  | Caribe Royale, Orlando, Florida                     |
| Győztes  | 7–1          | Nate Diaz      | PONT  | 10          | 2023. augusztus 5.  | American Airlines Center, Dallas, Texas             |
| Vesztes  | 6–1          | Tommy Fury     | PONT  | 8           | 2023. február 26.   | ed-Diríja Aréna, Rijád, Szaúd-Arábia                |
| Győztes  | 6–0          | Anderson Silva | PONT  | 8           | 2022. október 29.   | Desert Diamond Arena, Glendale, Arizona             |
| Győztes  | 5–0          | Tyron Woodley  | KO    | 6 (8), 2:12 | 2021. december 18.  | Amalie Aréna, Tampa, Florida                        |
| Győztes  | 4–0          | Tyron Woodley  | PONT  | 8           | 2021. augusztus 29. | Rocket Mortgage FieldHouse, Cleveland, Ohio         |
| Győztes  | 3–0          | Ben Askren     | TKO   | 1 (8), 1:59 | 2021. április 17.   | Mercedes-Benz Stadion, Atlanta, Georgia             |
| Győztes  | 2–0          | Nate Robinson  | KO    | 2 (6), 1:24 | 2020. november 28.  | Staples Center, Los Angeles, Kalifornia             |
| Győztes  | 1–0          | AnEsonGib      | TKO   | 1 (6), 2:18 | 2020. január 30.    | The Meridian at Island Gardens, Miami, Florida      |